# La Víbora

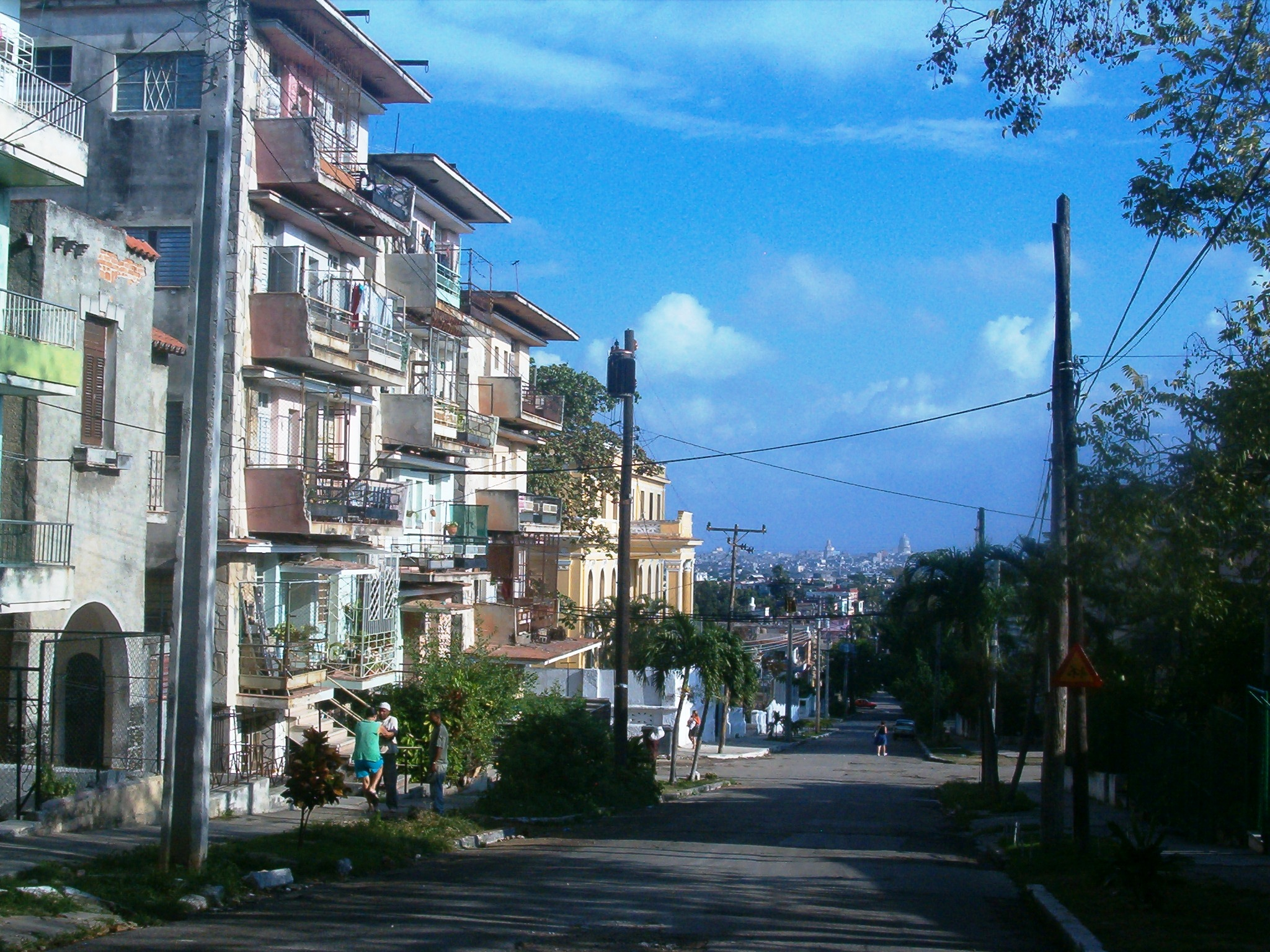
Havana vista dos morros de La Víbora

La Víbora (também conhecida como El Víbora ou somente Víbora) é um bairro no centro de Havana, capital de Cuba. Entre as principais ruas estão Calzada 10 de octubre a leste, Avenida Santa Catalina ao sul e Avenida General Lacret ao norte.

## História
La Víbora foi fundada em 1689, como uma pequena localidade onde se negociavam cavalos, entre as caravanas viajando de Havana a Güines. Cresceu rapidamente, e em 1698 já começou a aparecer nos mapas locais. Atualmente, é o bairro mais populoso da cidade, com cerca de 250 mil habitantes.